# Sergio Ramírez
Sergio Ramírez Mercado (ur. 5 sierpnia 1942) – nikaraguański adwokat, dziennikarz, powieściopisarz i polityk sandinistowski, wiceprezydent w rządzie Daniela Ortegi (1985–1990), współzałożyciel Sandinistowskiego Ruchu Odnowy (1995).
Laureat m.in. Nagrody Brunona Kreiskiego (8 lipca 1988) i nagrody literackiej Premio Alfaguara (1998, za książkę Margarita, está linda la mar). W 2017 został laureatem prestiżowej literackiej nagrody Cervantesa.
W lutym 2023 roku został wygnany z kraju i pozbawiony obywatelstwa przez reżim Daniela Ortegi.